# Akbar
Abu ' l-Fath Jalal ud-din Muhammad Akbar, širše znan kot Akbar I. (IPA: [əkbər], dobesedno »veliki«) in kasneje Akbar Veliki (Urdu: Akbar-e-Azam; dobesedno »Veliki Veliki«), mogulski cesar, * 15. oktober 1542, Umerkot, Radžputana (danes Pakistan), † 27. oktober 1605, Fatehpur Sikri, Mogulsko cesarstvo (danes Utar Pradeš, Indija).
Mogulski vladar je bil od leta 1556 do svoje smrti. Bil je tretji po vrsti tretji in eden največjih vladarjev Mogulske dinastije v Indiji. Akbar je nasledil svojega očeta Humajuna, pod regentstvom Bajram Kana, ki je pomagal mlademu vladarju razširiti in utrditi Mogulske domene v Indiji. Kot močna osebnost in uspešen vojskovodja je Akbar postopoma širil Mogulsko cesarstvo na skoraj celotno Indijsko podcelino severno od reke Godavari. Njegovo moč in vpliv pa je bilo čutiti po celotnem indijskem polotoku zaradi mogulske vojaške, politične, kulturne in ekonomske prevlade. Da bi državo zedinil, je Akbar v svojem cesarstvu poskrbel za centraliziran upravni sistem in se odločil za politiko sprave, ki je premagane vladarje pomirjala s porokami in diplomacijo. Da bi ohranil mir in red v versko in kulturno raznolikem cesarstvu, se je odločil za politične korake, ki so mu zagotovili podporo nemuslimanskih podanikov. Zavrgel je svoje plemenske vezi in islamsko identiteto države in stremel za tem, da združi dežele svoje ogromne države na temelju lojalnosti vladarju, ki je imel skoraj božanski status.
Mogulska Indija je razvila močno in stabilno gospodarstvo, ki je imelo za posledico ekonomsko rast in poudarjeno pokroviteljstvo kulture. Akbar sam je bil pokrovitelj umetnosti in kulture. Pri srcu mu je bila književnost, ustvaril knjižnico z več kot 24.000 zvezki v sanskrtu, hindijščini, perzijščini, grščini, latinščini, arabščini in kašmirščini, ki je zaposlovala številne strokovnjake, prevajalce, umetnike, kaligrafe, pismouke, knjigoveze in bralce. Sveti možje številnih verovanj, pesniki, arhitekti in obrtniki iz vsega sveta so bogatili njegov dvor s študijami in razpravami. Akbarjevi dvori v   Delhiju, Agri in Fatehpur Sikriju so postali središča umetnosti, literature in izobraževanja. Perzijsko-islamska kultura se je začela združevati in prepletati z avtohtonimi indijskimi elementi, rodila se je samosvoja indo-perzijska kultura z značilnim mogulskim slogom v umetnosti, slikarstvu in arhitekturi. Razočaran zaradi ortodoksnega islama in morda v upanju, da bo v svojem cesarstvu uspel z versko enotnostjo, se je Akbar zavzel za Din-i-Ilahi, sinkretistično veroizpoved, ki je izhajala iz islama, hinduizma, zaratustrstva in krščanstva. Preprost, monoteističen kult, na videz toleranten, se je osredotočal na Akbarja kot preroka, zaradi česar ga je doletel srd ulema in pravovernih muslimanov.
Akbarjeva vladavina je bistveno vplivala na tok indijske zgodovine. Med njegovo vladavino se je Mogulsko cesarstvo potrojilo po velikosti in bogastvu. Ustvaril močan vojaški sistem in začel učinkovite politične in socialne reforme. Ker je odpravil sektaški davek za nemuslimane in jih imenoval na visoka civilna in vojaška delovna mesta, je bil Akbar prvi mogulski vladar, ki si je pridobil zaupanje in zvestobo domačih podanikov. Dal je prevesti sanskrtsko literaturo, sodeloval v domačih festivalih, saj je razumel, da je stabilnost cesarstva odvisna od sodelovanja in dobre volje njegovih podanikov. V času njegovega vladanja so tako bili postavljeni temelji za multikulturni imperij pod mogulskim žezlom.
3. oktobra 1605 je zbolel za grižo, od katere si ni več opomogel. Umrl naj bi konec istega meseca, nakar so ga pokopali v njegovem mavzoleju blizu Agre v današnji Indiji. Nasledil ga je njegov sin Džahangir.